# فیض الله بندعلی
فیض‌الله بندعلی، اسکی‌باز اهل ایران است که در المپیک زمستانی ۱۹۶۴ اینسبروک اتریش ، دومین المپیک زمستانی که ایران در آن شرکت کرده بود ، در رشته های مارپیچ کوچک ، مارپیچ بزرگ و اسکی سرعت به مصاف حریفان خود رفت .
او در مارپیچ کوچک در رتبه ۶۲ ، در مارپیچ بزرگ در رتبه ۶۵ و در اسکی سرعت در رتبه ۶۶ جدول رده بندی قرار گرفت.
او در المپیک زمستانی ۱۹۶۸ که در گرونوبل فرانسه برگزار می شد نیز مجدد در همین سه رشته شرکت نمود و در مارپیچ بزرگ در رتبه ۷۰ و در اسکی سرعت در رتبه ۶۸ جدول رده بندی قرار گرفت.
فیض‌الله بندعلی برای سومین بار در بازی‌های المپیک زمستانی ۱۹۷۲ در سه رشته فوق شرکت نمود و نتایج زیر را کسب نمود : در مارپیچ کوچک در رتبه ۳۲ ، در مارپیچ بزرگ در رتبه ۴۰ و در اسکی سرعت در رتبه ۵۶ جدول رده بندی قرار گرفت.